# Вататсумі
Вататсумі (японська 海神 Бог морів), відомий також як Рюйжин (японська 龍神 божественний дракон?) — правитель морів і океанів в японській міфології. Він жив у Рюґу-дзьо (Японія: 龍宮 城 Палац Дракона) на дні моря, де зберігав чудову перлину, з якою він міг контролювати відплив і течію. За словами Ніхон Сьокі, він був дитиною Ізанамі та Ізанагі, у пізніших легендах він був ототожнений з фігурою бога дракона Рюйжина. Дочки правителів морів стали дружинами дітей Нініґі но мікото, так що нащадки Аматерасу не змушували себе підкорювати підводний світ.
На честь бога моря в наші дні названо мінерал Ватацуміт.